# Bengt Eriksson
Bondpä Bengt Eriksson (ur. 22 stycznia 1931 w Malung, zm. 19 listopada 2014 w Hudiksvall) – szwedzki dwuboista klasyczny oraz skoczek narciarski, srebrny medalista olimpijski w kombinacji.

## Kariera
Pierwszy raz na arenie międzynarodowej pojawił się w 1954 podczas mistrzostw świata w Falun. Swój największy sukces osiągnął dwa lata później, na igrzyskach olimpijskich w Cortinie d’Ampezzo. Po skokach zajmował trzecie miejsce, jednak na trasie biegu uzyskał dopiero piętnasty czas, wystarczyło to jednak, by zdobyć srebrny medal. W konkursie zwyciężył Sverre Stenersen, a trzecie miejsce zajął Franciszek Gąsienica Groń.
Na mistrzostwach świata w Lahti w 1958 był trzeci po skokach, jednak nie obronił tego miejsca na trasie biegu i konkurs ukończył na siódmej pozycji. Na fińskich mistrzostwach wystąpił także w konkursie skoków, w którym również był siódmy. Na igrzyskach olimpijskich w Squaw Valley w 1960 był dziesiąty w kombinacji, a w skokach zajął dziewiętnaste miejsce. Ostatni występ na imprezie tego kalibru zanotował w 1962 podczas mistrzostw świata w Zakopanem. Wystąpił tam tylko w skokach, zajmując czterdzieste miejsce na dużej skoczni, a na normalnym obiekcie był szesnasty.
W 1965 otrzymał medal Holmenkollen wraz z dwuboistą Arne Larsenem oraz biegaczem narciarskim Arto Tiainenem.

## Osiągnięcia w kombinacji

### Igrzyska olimpijskie
| Miejsce | Dzień       | Rok  | Miejscowość       | Konkurencja              | Wynik zwycięzcy | Strata     | Zwycięzca        |
| ------- | ----------- | ---- | ----------------- | ------------------------ | --------------- | ---------- | ---------------- |
| 2.      | 31 stycznia | 1956 | Cortina d’Ampezzo | Indywidualnie K-80/15 km | 455,000 pkt     | 17,600 pkt | Sverre Stenersen |
| 10.     | 22 lutego   | 1960 | Squaw Valley      | Indywidualnie K-80/15 km | 457,952 pkt     | 24,242 pkt | Georg Thoma      |

### Mistrzostwa świata
| Miejsce | Dzień     | Rok  | Miejscowość | Konkurencja         | Wynik zwycięzcy | Strata     | Zwycięzca        |
| ------- | --------- | ---- | ----------- | ------------------- | --------------- | ---------- | ---------------- |
| ?       | 17 lutego | 1954 | Falun       | Duża skocznia/18 km | 461,1 pkt       | –          | Sverre Stenersen |
| 7.      | 3 marca   | 1958 | Lahti       | Duża skocznia/15 km | 448,500 pkt     | 10,431 pkt | Paavo Korhonen   |

## Osiągnięcia w skokach

### Igrzyska olimpijskie
| Miejsce | Dzień     | Rok  | Miejscowość  | Konkurencja                     | Wynik zwycięzcy | Strata   | Zwycięzca        |
| ------- | --------- | ---- | ------------ | ------------------------------- | --------------- | -------- | ---------------- |
| 19.     | 28 lutego | 1960 | Squaw Valley | Skocznia normalna indywidualnie | 227,2 pkt       | 25,2 pkt | Helmut Recknagel |

### Mistrzostwa świata
| Miejsce | Dzień     | Rok  | Miejscowość | Konkurencja                     | Wynik zwycięzcy | Strata   | Zwycięzca        |
| ------- | --------- | ---- | ----------- | ------------------------------- | --------------- | -------- | ---------------- |
| 7.      | 9 marca   | 1958 | Lahti       | Skocznia normalna indywidualnie | 224,5 pkt       | 17,5 pkt | Juhani Kärkinen  |
| 16.     | 21 lutego | 1962 | Zakopane    | Skocznia normalna indywidualnie | 223,6 pkt       | 20,8 pkt | Toralf Engan     |
| 40.     | 25 lutego | 1962 | Zakopane    | Skocznia duża indywidualnie     | 241,4 pkt       | 46,9 pkt | Helmut Recknagel |